# Volo Bonanza Air Lines 114
Il volo Bonanza Air Lines 114 era un volo di linea della Bonanza Air Lines operato il 15 novembre 1964 da un Fairchild F-27 tra l'aeroporto Internazionale di Phoenix e l'aeroporto Internazionale di Las Vegas. Durante l'avvicinamento, in cattive condizioni meteorologiche, il velivolo impattò a circa 16 km dall'aeroporto di Las Vegas uccidendo i 29 passeggeri e i 3 membri dell'equipaggio.

## L'aereo
Il velivolo coinvolto nell'incidente era un bimotore a pistoni Fairchild F-27 (versione prodotta su licenza dalla statunitense Fairchild del Fokker F27) con numero di registrazione N745L costruito nel 1958.

## L'incidente
Il Fairchild decollò dall'aeroporto di Phoenix alle 19:20 con un piano di volo strumentale. Gli scali intermedi di Kingman e Prescott inizialmente previsti vennero saltati a causa delle cattive condizioni meteorologiche.
Alle 20:12 l'aereo entrò sotto il controllo radar di "Las Vegas Avvicinamento". Dieci minuti più tardi i piloti vennero avvisati che un F-27 non era riuscito ad atterrare a causa del meteo avverso.
Alle 20:24 i piloti stavano contattando il controllo del traffico quando la trasmissione si interruppe bruscamente. Pochi secondi più tardi venne perso il contatto radar.

## Le indagini
Per accertare le cause dell'incidente venne nominata una commissione di inchiesta presieduta dalla Civil Aeronautics Board. Al momento dell'incidente le condizioni meteorologiche a Las Vegas riportavano una bassa visibilità (800 metri), neve e turbolenza leggera/moderata.
La causa più probabile che portò allo schianto è la prematura discesa da parte dei piloti spiegabile in un errore degli stessi nel leggere la carta di avvicinamento strumentale dell'aeroporto. L'errore potrebbe essere stato favorito dal fatto che la carta di avvicinamento per Las Vegas riportava le informazioni in un modo differente rispetto a tutte le altre carte di avvicinamento in uso alla Bonanza Air Lines.
Una successiva inchiesta portò la Jeppesen, la ditta produttrice della cartina di avvicinamento, a risarcire i familiari per un totale di 490000 $ in quanto secondo la Corte Distrettuale fu proprio la cartina la causa all'origine dell'errore dei piloti.
Nel luogo dell'incidente sono rimasti diversi resti del Fairchild ed è stata posizionata una targa a ricordo.